# Grand Prix Las Vegas 2007
Grand Prix Las Vegas 2007 byl zahajovací závod světové série formulových vozů Champ Car.

## Výsledky
| Pozice | Jezdec             | Tým                          | Čas         |
| ------ | ------------------ | ---------------------------- | ----------- |
| 1      | Will Power         | Team Australia               | 1:45:13,637 |
| 2      | Robert Doornbos    | Minardi Team USA             | á 0:16.787  |
| 3      | Paul Tracy         | Forsythe Championship Racing | á 0:27.356  |
| 4      | Alex Tagliani      | RSPORTS                      | á 0:48.980  |
| 5      | Tristan Gommendy   | PKV Racing                   | á 1:10.395  |
| 6      | Katherine Legge    | Dale Coyne Racing            | á 1:21,260  |
| 7      | Bruno Junqueira    | Dale Coyne Racing            | á 1 kolo    |
| 8      | Alex Figge         | Pacific Coast Motorsport     | á 5 kol     |
| 9      | Mario Dominiguez   | Forsythe Championship Racing | á 11 kol    |
| 10     | Neel Jani          | PKV Racing                   | porucha     |
| 11     | Ryan Dalziel       | Pacific Coast Motorsport     | á 16 kol    |
| Kolo   | Odstoupili         | -                            | -           |
| *      | Simon Pagenaud     | Team Australia               | Porucha     |
| *      | Sebastien Bourdais | Newman/ Haas/ Lanigan Racing | Kolize      |
| *      | Justin Wilson      | RSPORTS                      | Porucha     |
| *      | Dan Clarke         | Minardi Team USA             | Kolize      |
| *      | Matt Halliday      | Conquest Racing              | Kolize      |
| *      | Graham Rahal       | Newman/ Haas/ Lanigan Racing | Kolize      |

### Vedení v závodě
- 1. kolo Will Power
- 2.- 10. kolo Paul Tracy
- 11.-27. kolo Will Power
- 28.-38. kolo Alex Tagliani
- 39.-45. kolo Will Power
- 46.-48. kolo Bruno Junqueira
- 49.-55. kolo Paul Tracy
- 56.-68. kolo Will Power